# Angelik Riemer
Angelik Riemer (* 29. Februar 1948 in Kiel; † 23. Januar 2014 in Berlin) war eine deutsche Malerin. Sie ist der Richtung der Neuen Konstruktivisten zuzuordnen.

## Leben und Werk
Angelik Riemer wurde 1948 in Kiel geboren und machte 1966 ihr Abitur. Es folgte von 1966 bis 1972 ein Studium der Malerei an der Hochschule der Künste in Berlin (heute: Universität der Künste Berlin). Zwischen 1970 und 1973 erhielt sie ein Stipendiat der Studienstiftung des deutschen Volkes. In dieser Zeit war sie 1971 Meisterschülerin von Hann Trier und arbeitete 1972/73 während eines Studienaufenthalt in London an der Slade School of Fine Art.
Nach der Rückkehr aus London lebte und arbeitete sie bis 1975 mit ihrem Mann Reinhard Bock in der Kreuzberger Künstler-WG „Fabrikneu“, in der auch Claudia Skoda ihre Karriere begann.
1979 war sie für einen Arbeitsaufenthalt in New York und 1992 in Japan (Tokyo, Kyoto, Nara). Ein zweites Mal war sie 1995 für einen weiteren Arbeitsaufenthalt in Tokyo, dieses Mal für 6 Monate auf Einladung der Japan Foundation als Gastforscher an der Nihon University Tokyo, College of Art. Bis 2014 lebte und arbeitete sie in Berlin.
Alle Werke von Angelik Riemer sind Arbeiten aus Eitempera auf Leinwand oder Papier. Die Farben werden aus echten Pulverfarben nach einem alten Rezept mit Eitempera angerührt und unmittelbar auf den Untergrund aufgearbeitet. Daneben fertigte die Künstlerin in den 70er und 80 Jahren monochrome und mehrfarbige Aquatinta-Radierungen, Siebdrucke und Lithographien an. Film- und Fotoarbeiten dienten in der Regel dazu, neue Aspekte der Malerei zu eruieren, aber auch einige großformatige Fotoarbeiten und eine Reihe von Super-8- und Videofilmen wurden der Öffentlichkeit präsentiert.
Das Werk Angelik Riemers gliedert sich in zum Teil sehr unterschiedliche Schaffensperioden. Die Phase der Gegenständlichkeit (1971–1981) ist geprägt durch Tafelbilder, die Innen- und Außenräume zeigen, in denen Gebautes gegen organisch Gewachsenes gestellt wurde, Fließendes sich mit Konstruiertem verbindet. Gegen Ende der 70er dominiert in fast allen Werken eine zentrale Sichtachse, die in die Tiefe des Bildraums führt, sich in einem erdkugelhaften Horizont auflöst.
Monochrome mit hellen Ecken waren die Bilder von 1981 bis 1984, mit denen sich die Künstlerin Anfang der 80er von der Gegenständlichkeit abwendete. Sie begann nicht-gegenständliche „Bildkonstruktionen und Untersuchungen“ (unveröffentlichtes Redemanuskript der Künstlerin vom 19. Oktober 1992), in denen das Pariser Blau zum bis heute Bild bestimmenden Grundelement wurde. Sie ließ nunmehr „konstruktive, bildübergreifende Geflechte aus Pariser Blau“ entstehen, welche „durch kleine andersfarbige Felder, die mit Ultramarin umrandet wurden“ (ebenda). Die völlige Austauschbarkeit der räumlichen Ebenen wurde so möglich.
Malerisch verwobene Pinselschläge prägen die Phase von 1985 bis 1990, in der die überwiegend großformatigen Bilder eine neue Dimension gewannen: Durch die bis zu 50 Schichten umfassenden vielfarbige Untermalung aus kurzen geraden Pinselschlägen bekamen die Bilder eine reliefhafte Oberfläche, gewannen an Dreidimensionalität. Die abschließenden Farbschichten aus Pariser Blau ließen die Farben der Untermalung unregelmäßig aufleuchten.
Farbbalken auf pariserblauem Grund kennzeichnen die Werke von 1991 bis 1997, die nun nur noch wenige auf den pariserblauen Grund gerade aufgetragene Farbbahnen kannten – kontrastiert von ultramarinblauen Feldern. Auch die Papierarbeiten kamen mit sparsam aufgetragenen breiten pariserblauen Farbbahnen aus, die das großformatige Papier kreuzten und durch den unregelmäßigen Pinseldruck zwischen Deckung und Transparenz schwankten und diese bildhaft erscheinen konnten.
In dieser Phase wurde eine Reihe von Dialogprojekten, vornehmlich mit japanischen Künstlerinnen und Künstlern, realisiert, namentlich TAI-WA/DIA-LOG mit Yoko Tawada, BRÜCKE/HASHI mit Fumio Tachibana und KAWA/FLUSS mit Masko Iso. Des Weiteren wurde der Malereifries im Aufnahmezentrum des Auguste-Viktoria-Krankenhauses in Berlin-Schöneberg erarbeitet und als 1. Preis im Wettbewerb „Kunst im Stadtraum“ verwirklicht.
Neben Malerei-Installationen entstanden in dieser Phase das Internetprojekt „Kreuzungen“ aus 5 × 5 Zentimeter großen Ausschnitten, die aus großformatigen „Kreuzungen“ gewonnen waren sowie die bemerkenswerte Farbkonzeption für ein Neubau-Projekt im Stadtviertel Burgweinting in Regensburg zu nennen, bei der Farbbahnen über Gebäude fließen.
Es folgte zwischen 2001 und 2004 eine Schaffensperiode, in der die Künstlerin netzartig verwobene Farbflüsse schuf. In dieser malerischsten Phase wob die Künstlerin aus hunderten von über die Leinwand oder das Papier geflossenen Farbrinnsalen ein dichtes rasterartiges Gewebe, das in seiner Gesamtheit Relief und bildhafte Strukturen zeigt. Ab 2004 verknüpften sich Anidots über Leinwand oder Papier hinweg: Aus großflächigen Farbflecken fließen Farbspuren aus und verbinden sich mit anderen. Darauf folgten noch „Cycles“ (2008), „Mimosa“ (2010) und zuletzt, 2012/2013, die Synthese aus den letzten Phasen, die Riemer mit „vielfarbige pointilistische Interaktion“ umschrieb.
Anmerkung: Mit den kursiv gedruckten Begriffen bezeichnete die Künstlerin in der Ausstellung „forth and back“ (2005) ihre jeweilige Schaffensperiode.

## Werke
Außer in Privatsammlungen befindet sich eine größere Sammlung von Werken, darunter das Projekt der Hundert Bilder (1999/2000), im Besitz des Landesmuseums Berlinische Galerie. Eins der öffentlich zugänglichen Hauptwerke ist der 25-teilige Bilderfries im Aufnahmezentrum des Berliner Auguste-Viktoria-Krankenhauses. Eine weitere 22-teilige Malerei-Installation  befindet sich in der Halle des Hauptsitzes von Viterra in Bochum.

## Projekte
- TAIWA/DIALOG (1994) – Dialogprojekt mit der Dichterin Yoko Tawada im experimental-studio Pariser Platz 4 der Akademie der Künste. Künstlerbuch-Edition Spiegelbild. Edition Mariannenpresse, Berlin 1994. ISBN 3-922510-79-5.
- BRÜCKE/HASHI (1995) – Dialogprojekt mit dem Grafikdesigner Fumio Tachibana im P3 art and environment, Tokyo
- KAWA/FLUSS (1997) – Dialogprojekt mit der Bildhauerin Masko Iso im experimental-studio der Akademie der Künste zu Gast im ehemaligen Virchow-Hörsaal der Charité